# Plato (winkel)
Plato is een keten van platenzaken in Nederland. Anno 2024 heeft de keten winkels in Amsterdam, Apeldoorn, Bergen op Zoom, Deventer,  Groningen, Leiden, Utrecht en Zwolle. De meeste winkels dragen de naam Plato, maar enkele winkels hebben, na zich aan te sluiten bij de Plato-keten, hun originele naam behouden. Niet alle winkels zijn eigendom van dezelfde eigenaar maar de verschillende eigenaren werken samen binnen de Plato-formule.

## Historie
Plato begon in Leiden in 1976 en ook in Zwolle was niet veel later een Plato te vinden. Rond 1979 opende Dick van Dijk, medewerker bij Plato Zwolle, met een collega een Plato in Apeldoorn. Ze openden daarna winkels in Enschede en Deventer. Uiteindelijk nam Van Dijk Plato Zwolle over, evenals de winkels in Groningen en Leiden. Daarnaast kwam er een samenwerking met andere Plato-winkels.
Hieronder volgt een geschiedenis per vestiging.

### Leiden
De oudste winkel van Plato bevindt zich in Leiden, deze winkel opende in januari 1976 in de Breestraat. In 1987 verhuisde de winkel naar de Vrouwensteeg. Rond 2012 nam Sicco Hoetink de winkel over van Dick van Dijk. In 2016 werd het 40-jarig bestaan gevierd in meerdere Plato-winkels.

### Apeldoorn
In 1979/1980 opende Plato in Apeldoorn. Deze winkel sloot in 2012. De winkel werd voortgezet in een bestellingen-afhaalpunt bij concertpodium Gigant onder de naam 'Plato to Go'. In 2016 keert Plato terug in Apeldoorn bij Mansion24, "een winkel waar menswear, accessoires, music, café (met terras), vintage furniture én events onder één dak worden gepresenteerd."

### Zwolle
In de jaren 1980 waren er twee Plato-winkels in Zwolle. In de jaren 1990 werd dat een winkel aan de Kerkstraat. Deze verhuisde in 2007 naar de Klokkensteeg.

### Utrecht

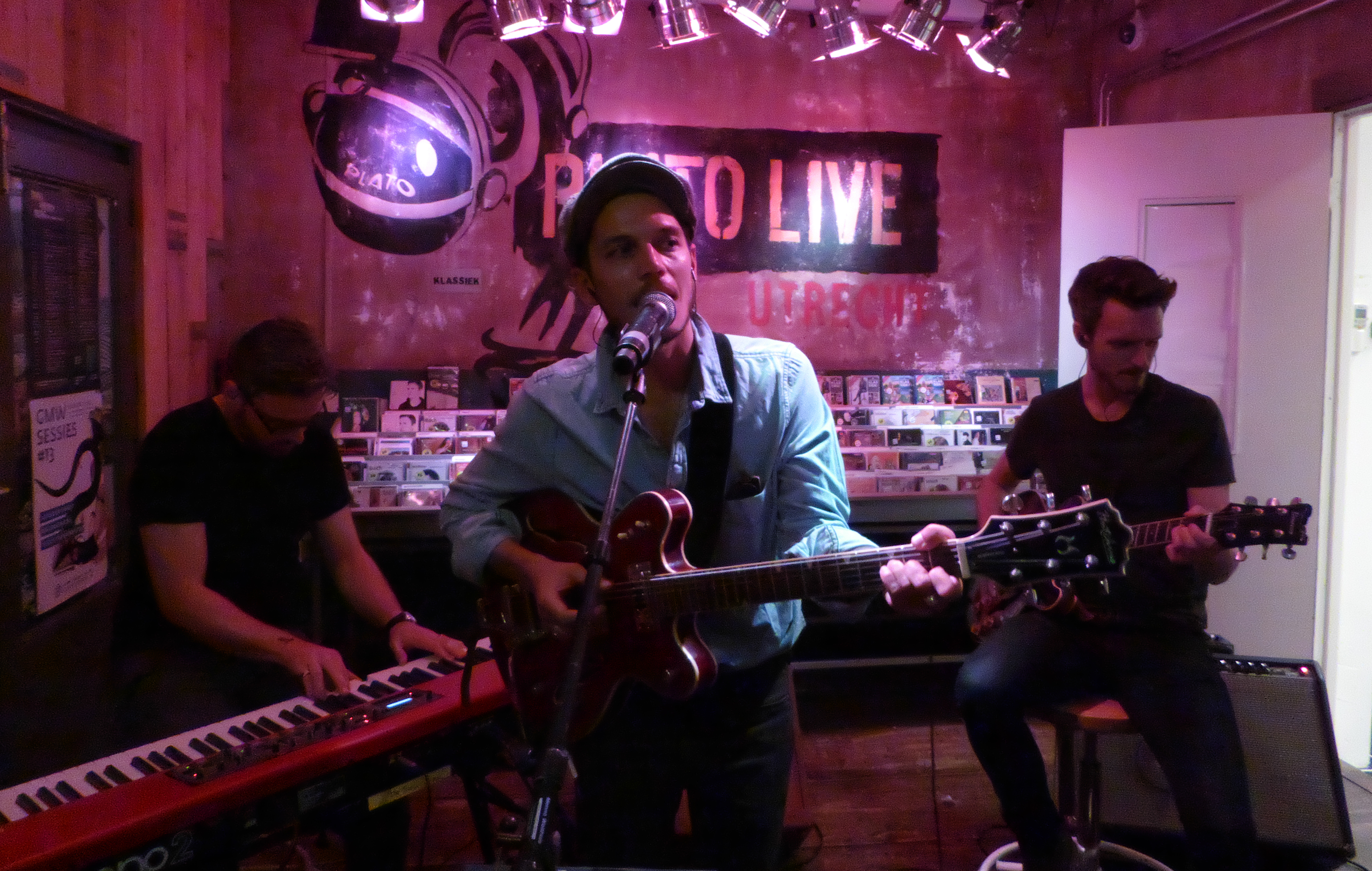
Instore van The Slow Show in Plato Utrecht (2016)

De winkel in Utrecht heeft sinds 1988 de naam Plato. De winkel zat eerst op adres Steenweg 13 en had voordat het Plato werd de namen Platenmanneke en Glory Days. In 2009 verhuisde de winkel naar de Voorstraat. In 2024 verhuisde de winkel naar een drie keer zo groot pand aan dezelfde Voorstraat. Plato Utrecht is een van de locatie van het festival 'Le Mini Who?' dat wordt georganiseerd als onderdeel van 'Le Guess Who?'.

### Rotterdam
De winkel in Rotterdam opende in 1988. Eind 2012 sloot Plato Rotterdam wegens teruglopende CD-verkoop en hoge lasten.

### Enschede
De winkel in Enschede sloot in januari 2012 na 22 jaar de deuren. Het was in de jaren 1980 begonnen onder de naam Elpee. In hetzelfde pand opende een voormalig medewerker van Plato in 2015 platenwinkel Planet of Sound.

### Deventer
De vestiging in Deventer opende in 1991 en sloot in februari 2012. Daarvoor in de plaats kwam een Plato-hoek in boekhandel Praamstra. In 2015 vertrok Plato uit de boekhandel en nam zijn intrek in cultureel café De Hip. In april 2017 betrok Plato weer een eigen pand in Deventer.

### Den Haag
Plato Den Haag ging in 1998 zelfstandig maar wel onder de naam Plato verder, vanaf 2003 was er weer sprake van enige samenwerking. De winkel was eerst gevestigd op het adres Schoolstraat 22 en later op Schoolstraat 41. Nadat in 2009 de vaste medewerkers waren ontslagen sloot deze winkel uiteindelijk in 2010.

### Groningen
In 1998 nam Plato platenwinkel De Cirkel aan de Oude Ebbingstraat in Groningen over. Sinds 2001 wordt tijdens Eurosonic Noorderslag in de platenzaak en naastgelegen koffiehuis een instore-festival georganiseerd onder de naam 'PlatoSonic'. Hierbij treden artiesten in een intieme setting op in de winkel en het koffiehuis. Ter gelegenheid van het 10-jarig bestaan in 2008 werd een festival onder de naam 'Plato Groningen 10 jaar!' georganiseerd in De Oosterpoort. Wegens succes werd dit festival, onder de naam 'Plato Planet', tot en met 2019 jaarlijks georganiseerd.

### Concerto Amsterdam

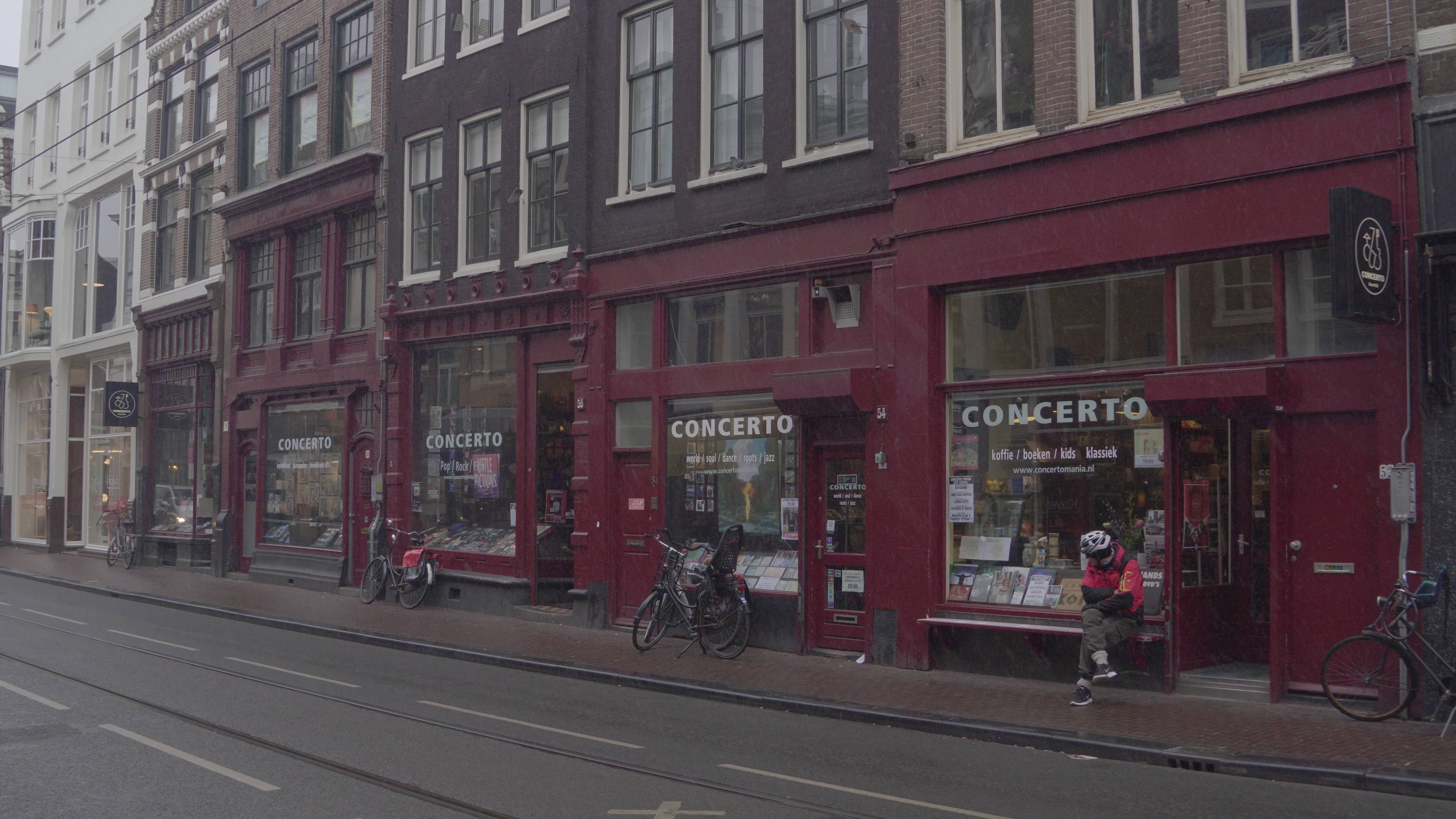
Concerto Amsterdam (2017)

Concerto is een winkel in de Utrechtsestraat in Amsterdam die in 1955 werd opgericht. Over de jaren werden naastgelegen panden aangekocht waardoor de winkel vijf panden in beslag neemt. In een poging om Plato voor te zijn nam Concerto rond 1998 de Amsterdamse winkel Get Records over. In 2003 werd Concerto, samen met Get Records overgenomen door Plato maar de winkels behielden wel hun eigen naam. Het tijdschrift Music Minded dat mede op initiatief van Concerto sinds 1997 werd uitgegeven verloor door de overname zijn binding met de Amsterdamse platenwinkels. Voortaan werd Plato Mania in de winkels verspreid. Hoewel Get Records onder Concerto viel zorgde onder andere concurrentie tussen de twee winkels voor het sluiten van Get in 2008. In 2012 opende in een van de panden koffiebar Concerto Koffie.
Concerto heeft ook een platenlabel, genaamd Concerto Records, en een boekenuitgever, genaamd Concerto Books.

### Record Mania Amsterdam
Het in 1994 opgerichte Record Mania in Amsterdam werd, nadat oprichter Hans Steehouwer ermee stopte, in 2018 overgenomen door Plato. Wel behield het zijn eigen naam.

### De Waterput
De Waterput in Bergen op Zoom is onderdeel van Plato.

## Overige activiteiten
Plato brengt zijn eigen muziekblad uit, Platomania, met onder meer recensies van muziek en films. Platomania is ook de naam van de webwinkel van de keten. Bij Plato waren tot 2003 gratis cd's van het OORgasm-concept te verkrijgen. Muziekblad OOR ging in dat jaar samenwerken met Free Record Shop. Plato heeft ook met pop-up-winkels op festivals gestaan.

## Vestigingen
Hieronder staat een overzicht van locaties van winkels die de naam Plato hebben gehad. Indien bekend staat tussen haakjes de datum van opening en eventueel sluiting. Dikgedrukte winkels bestaan nog.
- Apeldoorn: Brinklaan 15 (1980-2012)
- Apeldoorn: inpandig bij Mansion24 (sinds 2016)
- Den Haag: Schoolstraat 22 (19??-20??)
- Den Haag: Schoolstraat 41 (20??-2010)
- Deventer: Kleine Overstraat (1991-2012)
- Deventer: inpandig bij Praamstra (2012-2015)
- Deventer: inpandig bij De Hip (2015-2017)
- Deventer: Lange Bisschopstraat 22 (2017-2021)
- Deventer: Lange Bisschopstraat 14 (sinds 2021)
- Enschede (ca. 1990-2012, voorheen Elpee)
- Groningen (sinds 1998, voorheen De Cirkel)
- Leiden: Breestraat 15 (1976-1987)
- Leiden: Vrouwensteeg 4-6 (sinds 1987)
- Rotterdam (1988-2012)
- Utrecht: Steenweg 13 (1988-2009)
- Utrecht: Voorstraat 35 (2009-2024)
- Utrecht: Voorstraat 19 (sinds 2024)
- Zwolle: Diezerstraat (198?-199?)
- Zwolle: zijstraat Diezerstraat (198?-199?)
- Zwolle: Kerkstraat 21-23 (199?-2007)
- Zwolle: Klokkensteeg 14 (sinds 2007)